# Nepenthes pervillei
Nepenthes pervillei är en tvåhjärtbladig växtart som beskrevs av Carl Ludwig von Blume. Nepenthes pervillei ingår i släktet Nepenthes och familjen Nepenthaceae. Inga underarter finns listade i Catalogue of Life.

## Bildgalleri

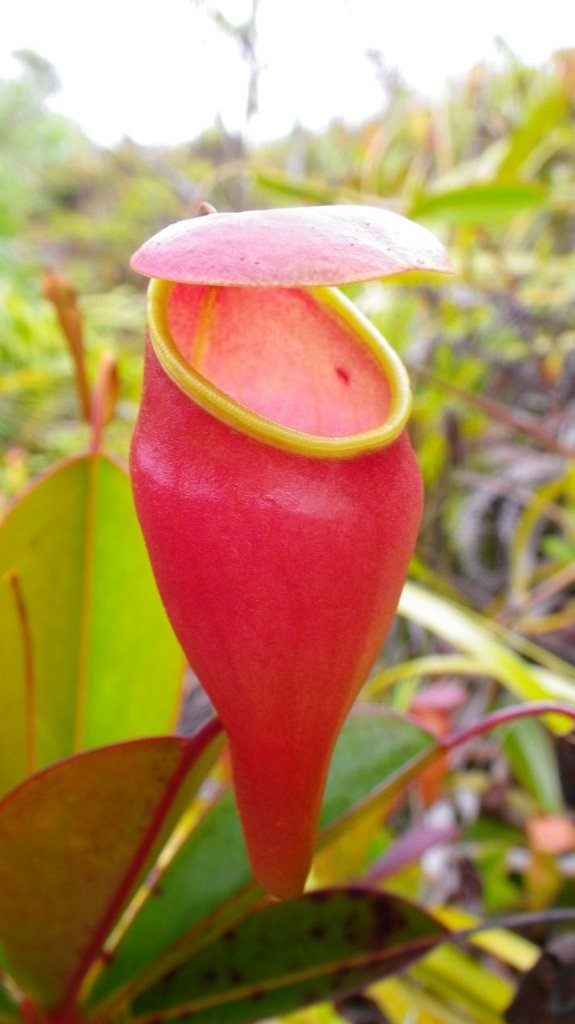
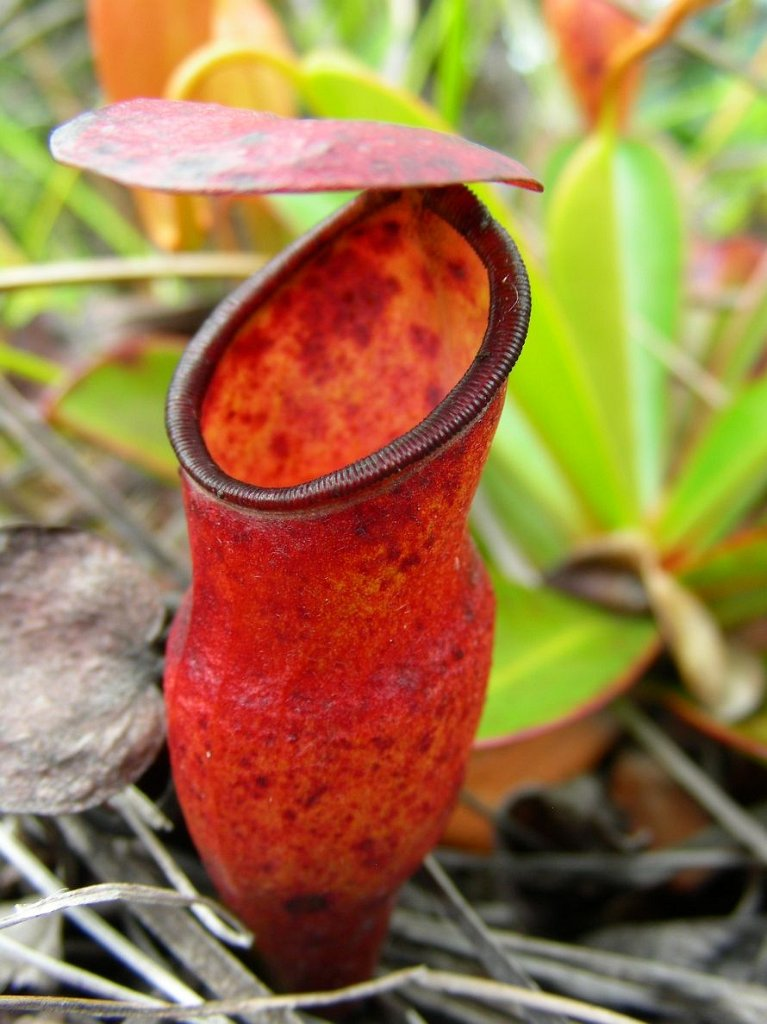
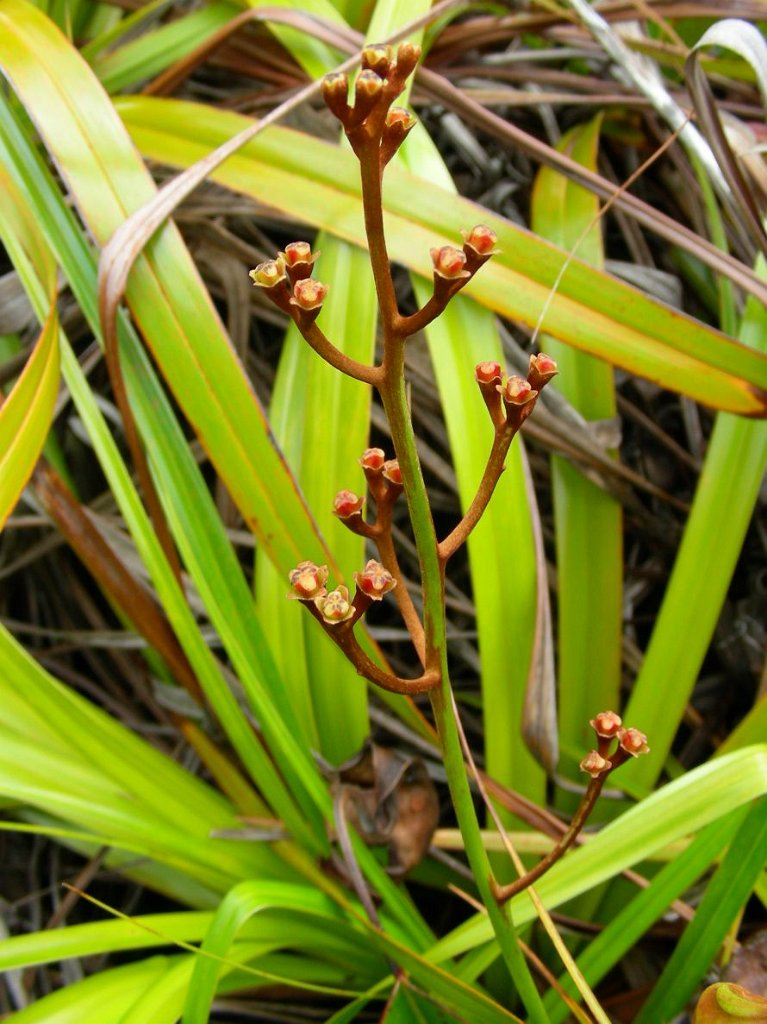
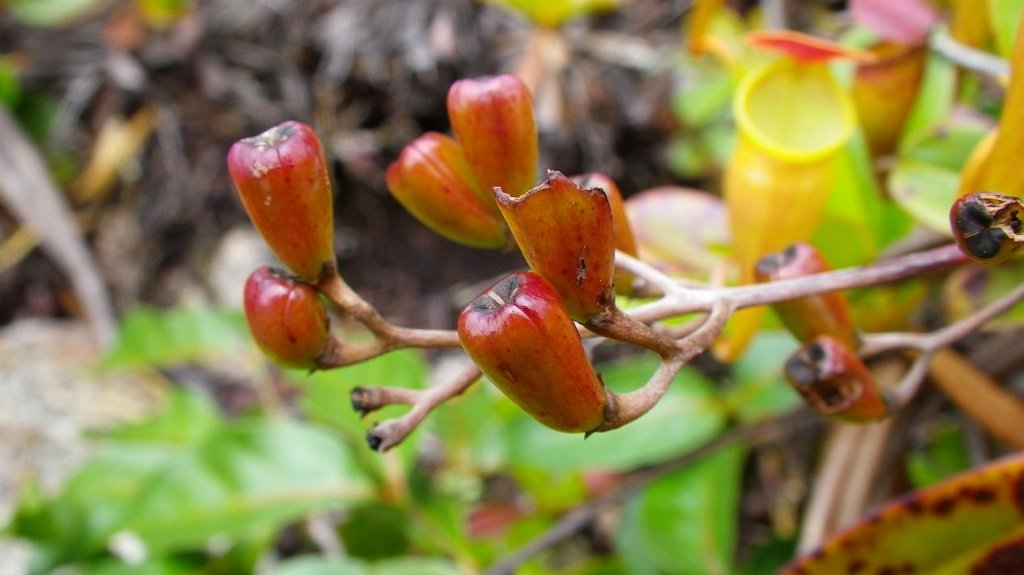
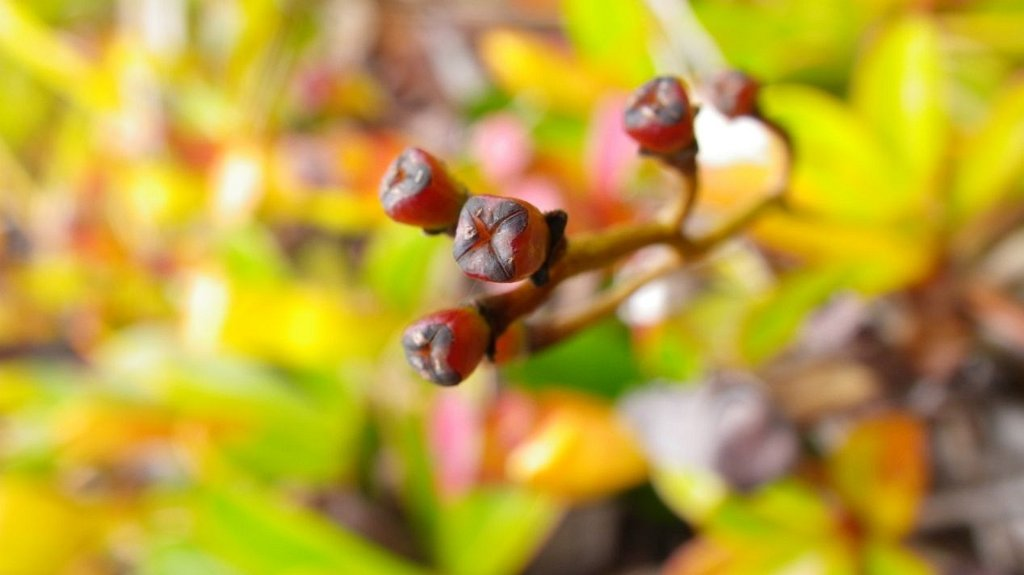
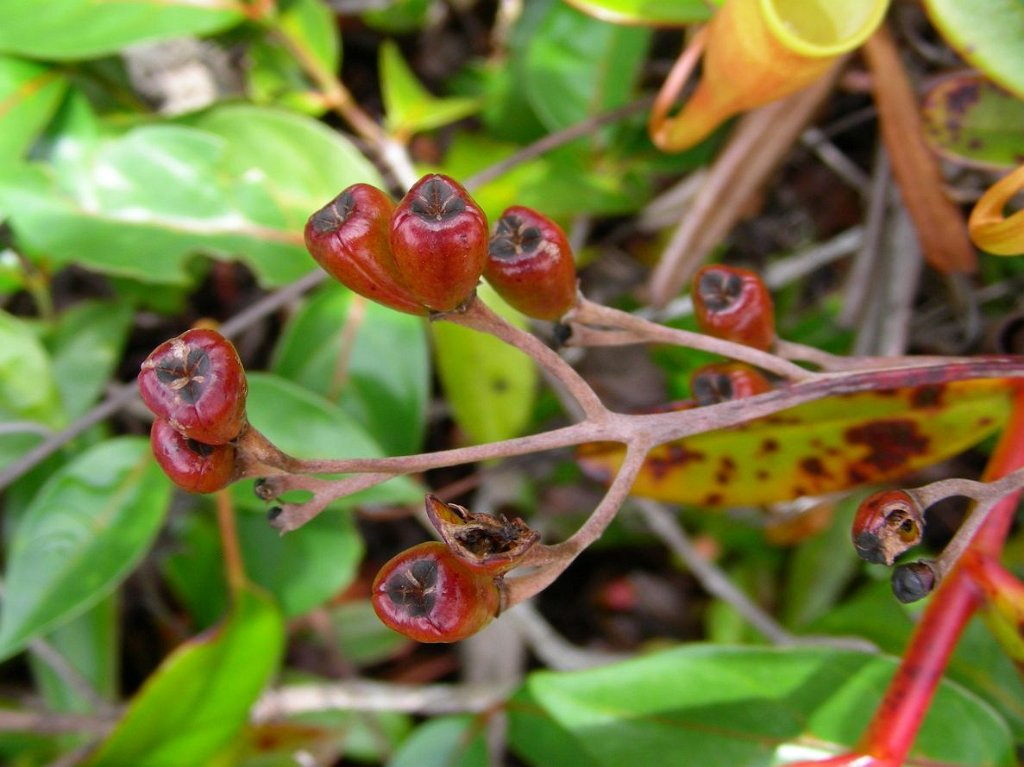